# Hipposcarus harid
Hipposcarus harid là một loài cá biển thuộc chi Hipposcarus trong họ Cá mó. Loài này được mô tả lần đầu tiên vào năm 1775.

## Từ nguyên
Từ định danh của loài bắt nguồn từ tên thông thường bằng tiếng Ả Rập của loài cá mó này, được gọi dọc theo bờ Biển Đỏ.

## Phạm vi phân bố và môi trường sống
H. harid có phạm vi phân bố rộng khắp Ấn Độ Dương. Từ Biển Đỏ và vịnh Aden, loài này được ghi nhận dọc theo bờ biển Đông Phi, bao gồm Madagascar và hầu hết những đảo quốc còn lại trên đại dương, cũng như vùng biển phía Nam Ấn Độ, và từ bờ biển Andaman trải dài xuống đảo Sumatra và Java (Indonesia) cùng quần đảo Cocos (Keeling) (Úc).
Môi trường sống của H. harid là các rạn san hô viền bờ, được tìm thấy ở độ sâu đến ít nhất là 25 m.

## Mô tả
H. harid có chiều dài cơ thể tối đa được biết đến là 75 cm. Thân thuôn dài, hình bầu dục. Vây đuôi lõm sâu, cá đực có hai thùy đuôi dài hơn cá cái.
Cá cái có màu nâu tanin, sáng màu hơn ở phần bụng. Vây lưng và vây hậu môn có viền màu xanh lam sáng. Vây đuôi có các tia vây màu xanh lam. Cá đực có nhiều màu sắc hơn: cơ thể màu xanh lục sáng hay màu xanh lục lam, vảy có vạch màu cam nhạt ở hai bên thân. Môi có dải màu xanh lam bao quanh, bên ngoài được viền thêm một dải màu cam. Dải cam này kéo dài ra sau má; vùng đầu dưới dải cam này có màu lục nhạt. Vây đuôi có màu xanh lam; vây ngực màu vàng.
H. harid và Hipposcarus longiceps có nhiều nét tương đồng về mặt hình thái, nhưng vẫn có thể được phân biệt qua kiểu hình của vây đuôi ở cả hai giới: H. harid đực có thùy đuôi dài hơn so với H. longiceps, còn H. longiceps cái lại có vây đuôi màu vàng, so với vây đuôi màu xanh ở H. harid.
Số gai vây lưng: 9; Số tia vây ở vây lưng: 10; Số gai vây hậu môn: 3; Số tia vây ở vây hậu môn: 9; Số tia vây ở vây ngực: 15.

## Sinh thái học
Thức ăn của H. harid chủ yếu là tảo đáy. Chúng sống theo chế độ hậu cung, gồm những con cá cái cùng sống trong lãnh thổ của một con cá đực. H. harid là loài lưỡng tính tiền nữ, và cá đực trưởng thành của loài này đều là từ cá cái chuyển đổi giới tính mà thành.

## Thương mại
H. harid được đánh bắt bằng lưới và những ngư cụ thủ công khác.
H. harid thường hợp thành đàn lớn (khoảng vài trăm cá thể) và tập trung về một đầm phá nông ở quần đảo Farasan (Ả Rập Xê Út) vào mùa xuân hằng năm. Đây cũng là nơi duy nhất trên toàn bộ Biển Đỏ mà có số lượng cá mó tập trung đông đúc như vậy.
Một lễ hội truyền thống có tên là Hareed (يد ح ا جان ه) được tổ chức tại Farasan nhằm trao thưởng cho ai bắt được loài cá này nhiều nhất. Số cá này sau đó được đem cho tặng nhưng không được bán lại vì như thế sẽ phạm luật chơi. Mặc dù bị đánh bắt với số lượng lớn như vậy, H. harid vẫn tập trung về đây hằng năm.
H. harid và một số loài cá mó khác ở Biển Đỏ là những loài thương mại thiết yếu vào thời kỳ Đế quốc Đông La Mã.